# Свобода на мисълта
Свобода на мисълта (също така свобода на съзнанието или свобода на идеите) е свободата на индивида да поддържа или смята факт, гледна точка, независимо от другите гледни точки. Тясно свързана е, макар и различна от концепцията за свобода на изразяването.
Отричането на личната свобода на мисълта е като да се отрича основното право на човека да мисли самостоятелно.
След като цялата концепция на право на мисълта почива върху правото на индивида да вярва в онова, в което желае и което намира за най-добро за него (свобода на вярата), идеята за свобода на религията е тясно свързана и дори неотделима от предните две.